# Lomond
Lomond är en ort i Kanada.   Den ligger i provinsen Alberta, i den södra delen av landet, 2 800 km väster om huvudstaden Ottawa. Lomond ligger 876 meter över havet och antalet invånare är 173.
Terrängen runt Lomond är platt, och sluttar brant österut. Runt Lomond är det glesbefolkat, med 15 invånare per kvadratkilometer..
Trakten runt Lomond består till största delen av jordbruksmark.